# World Flora Online
World Flora Online (от англ.: Световната флора онлайн) е интернет базиран компендиум на растителниите видове в света.
World Flora Online е база данни с отворен достъп, стартирана през октомври 2012 г. като последващ проект на Списъка на растенията, с цел публикуване на онлайн флора на всички известни растения до 2020 г. Проектът е на Конвенцията на ООН за биологичното разнообразие и цели спиране на загубата на растителни видове в световен мащаб до 2020 г. Проектът World Flora Online е разработен от съвместна група от институции по целия свят в отговор на актуализираната Цел 1 на Глобалната стратегия за опазване на растенията за периода 2011 – 2020 г.: създаване на „онлайн флора на всички известни растения“.
Началото на World Flora Online е поставено през 2012 г. от група от четири институции: Ботаническата градина в Мисури, Ботаническата градина в Ню Йорк, Кралската ботаническа градина в Единбург и Кралските ботанически градини в Кю. Общо 36 институции участват в изграждането на базата данни.